# Лазерный принтер

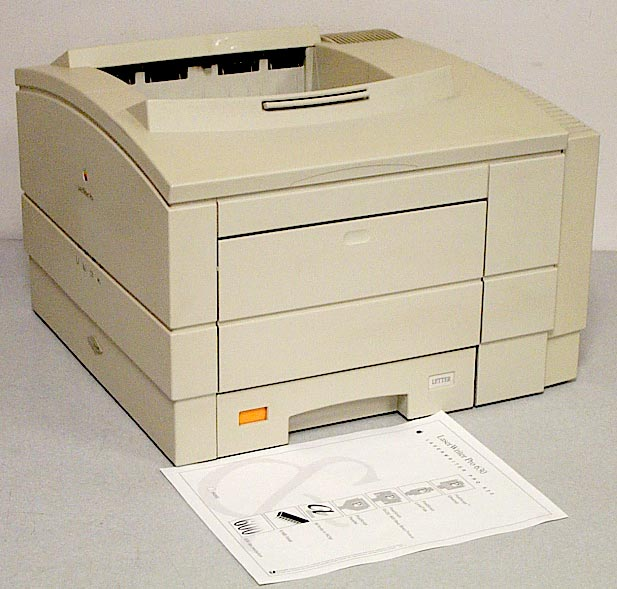
Лазерный принтер 1993 Apple LaserWriter Pro 630

Лазерный принтер — один из видов принтеров, позволяющий быстро изготавливать высококачественные отпечатки текста и графики на обычной (офисной) бумаге. Подобно фотокопировальным аппаратам лазерные принтеры используют в работе процесс ксерографической печати, однако отличие состоит в том, что формирование изображения происходит путём непосредственной экспозиции (освещения) лазерным лучом фоточувствительных элементов принтера.
Отпечатки, сделанные таким способом, не боятся влаги, устойчивы к истиранию и выцветанию. Качество такого изображения наиболее высокое.

## История

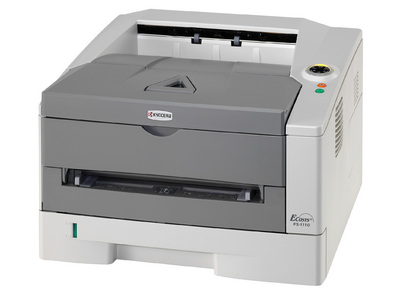
Лазерный принтер Kyocera FS-1110

В 1938 году студент юридического факультета Честер Карлсон получил первое ксерографическое изображение, технология создания которого заключалась в использовании статического электричества при переносе тонера (сухих чернил) на бумагу, подобное стало результатом многолетней работы, чтобы перейти от использования существующих мимеографов и избавиться от дороговизны получаемых отпечатков. Однако лишь спустя восемь лет, получив отказ от IBM и от войск связи США, в 1946 году Карлсону удалось найти компанию, которая согласилась производить придуманные им электростатические копиры. Этой компанией была Haloid Company, которая позднее была переименована в Xerox Corporation.
На рынок первое устройство Xerox поступило в 1949 году под названием Model A. Данное громоздкое и сложное устройство требовало ряда ручных операций, чтобы сделать копию документа. И лишь десять лет спустя был коммерциализирован полностью автоматический ксерограф — Xerox 914, который был способен выдавать 7 копий в минуту. Эта модель и стала прообразом всех копиров и лазерных принтеров, появившихся впоследствии.
Над созданием лазерных принтеров Xerox начала работать в 1969 году. Успеха добился в 1977 году сотрудник компании Гэри Старкуезер, который смог добавить к технологии работы существующих копиров Xerox лазерный луч, создав таким образом первый лазерный принтер. Полнодуплексный Xerox 9700 мог печатать 120 страниц в минуту (он, кстати, до сих пор остаётся быстрейшим лазерным принтером в мире). Однако размеры устройства были просто огромны, а цена 350 тысяч долларов (без поправки на тогдашний курс) никак не укладывалась в идею «принтер в каждый дом».
В начале 1980-х годов спрос на устройства, превосходящие существующие матричные принтеры по качеству печати, достиг критической отметки. В 1979 году предложение последовало от компании Canon, представившей первый настольный лазерный принтер LBP-10. На следующий год компания в частном порядке продемонстрировала новую модель LBP-CX калифорнийским Apple, Diablo Systems и HP.
На тот момент Canon требовались сильные партнёры по маркетингу своей продукции на новом для компании рынке, поскольку компания имела крепкие позиции в области камер и решений для офиса (тех же копиров), однако не имела связей, необходимых для эффективных продаж на рынке устройств обработки данных. Сначала Canon обратилась к Diablo Systems, подразделению Xerox Corporation. Это было очевидно и логично, поскольку Diablo владела большей частью рынка лепестковых принтеров, а её маркетологи высказывали желание поместить логотип Diablo и на продукцию других производителей. Таким образом Xerox стала первой компанией, которой было предложено выводить на рынок систему CX с контроллером Canon.
Однако Xerox отклонила это предложение, поскольку вместе с японской Fuji-Xerox сама занималась разработками устройства, которое планировалось сделать лучшим настольным лазерным принтером на рынке. Но, хотя новая модель 4045 сочетала в себе копир и лазерный принтер, она весила около 50 килограммов, стоила вдвое больше CX, не имела заменяемого картриджа с тонером и обеспечивала не самое лучшее качество печати. Впоследствии бывшие маркетологи Diablo признавались, что упускать предложение Canon было довольно-таки большой ошибкой, а вышедший несколько позднее принтер HP LaserJet мог бы быть Xerox LaserJet.
В любом случае, после того как Diablo отклонила предложение Canon во Фремонте, представители последней, проехав несколько миль, навестили офисы HP в Пало Альто и Apple Computer в Купертино. Hewlett-Packard была вторым логически оправданным выбором, поскольку тесно сотрудничала с Diablo и имела достаточно широкие линейки матричных и лепестковых принтеров.
Результатом сотрудничества Canon и HP стал выпуск в 1984 году принтеров HP LaserJet (на базе движка Canon CX), способных печатать 8 страниц в минуту. Их продажи весьма быстро росли и привели к тому, что к 1985 году Hewlett-Packard завладела почти всем рынком настольных лазерных принтеров. Надо учесть, что, как и в случае со струйными принтерами, новые устройства стали по-настоящему доступны лишь после разработки для них заменяемых картриджей с тонером (в данном случае разработчиком была Hewlett-Packard).
При этом вопросы удешевления новых и переработки использованных картриджей, количество которых стало намекать на проблемы с экологией, породили целую отрасль перерабатывающей промышленности, датой рождения которой можно считать 1986 год.

## Принцип действия
Существует три способа переноса тонеров и, соответственно, три вида самих тонеров:
- двухкомпонентный с однокомпонентным тонером и отдельным девелопером (металлический порошок, частицы которого покрыты пластиком для уменьшения износа светочувствительного барабана и замедления коррозии). Красящие частицы тонера, предназначенные для переноса на фотобарабан, не могут самостоятельно удерживаться на магнитном валу блока проявки, но прилипают к частицам специального магнитного порошка-носителя (девелопера), при нахождении на магнитном вале представляющего собой подобие кисти. Тонер захватывается девелопером, заряжается из-за взаимного трения, прилипает к его частицам и переносится на фотобарабан. Девелопер в данной системе со временем хоть и не расходуется так же сильно, как тонер, но постепенно теряет свои свойства по переносу тонера и тоже подлежит замене по истечении определённого числа напечатанных страниц.
- двухкомпонентный, где тонер и девелопер (как правило, порошок оксида железа) смешаны заранее и помещены в заменяемый картридж (3906, 7115, 2612, 2613). Как правило, система печати HP/Canon;
- однокомпонентный тонер (например, в современных принтерах Canon и HP) — тонер без девелопера, красящие частицы которого сами по себе обладают магнитными свойствами. Система присуща японским производителям. В аппаратах Panasonic, Ricoh, Konica-Minolta, Xerox, Samsung, Kyocera, Brother используется немагнитный тонер с непосредственной электростатической системой нанесения.

В двухкомпонентной системе с раздельным девелопером последний остаётся на магнитном валу блока проявки и продолжает служить дальше (тонер, естественно, расходуется). В технических описаниях многих аппаратов производители заявляют, что девелопер вообще не требует замены или восполнения, однако на практике его рабочие характеристики со временем ухудшаются, что сказывается на качестве копий.
Тонер в основном представляет собой мелкодисперсную смесь сажи и полимера, которая плавится в системе закрепления изображения при температуре 200 градусов. Тонер засыпан в тонер-картридж, и, благодаря активатору, который располагается над магнитным валом, равномерно по нему распределяется.
Для построения изображения в лазерных принтерах используется фотометод: лазерный луч (или луч светодиода) попадает на фотовал, который предварительно заряжен без доступа света коротроном заряда. Коротрон заряда находится над фотовалом и выполнен в виде натянутой параллельно фотовалу проволоки или в виде резинового ролика (контактный заряд), который соприкасается с фотовалом. К коротрону заряда подведено постоянное высокое напряжение, которое наэлектризовывает поверхность фотовала за счёт ударной ионизации воздуха, возникающей вследствие коронного разряда высокого напряжения.

## Устройство

### Печатающий механизм
Блок Закрепления (Fuser Unit) - служит для закрепления изображения на бумаге.
- Драм-юнит (drum-unit, блок фотобарабана) — основной узел каждого копировального аппарата. Служит для переноса изображения на бумагу. Имеет в своём составе фотобарабан, ракельный нож, бункер для отработанного тонера.
  - Фотобарабан (Фотовал, фоторецептор) — алюминиевый цилиндр, покрытый светочувствительным материалом, способным менять своё электрическое сопротивление при освещении. В некоторых системах вместо фотоцилиндра использовался фоторемень — эластичная закольцованная полоса с фотослоем.
  - Магнитный вал — вал в картридже, используемый для переноса тонера из бункера на фотобарабан (либо ролик проявки в аппаратах Xerox/Samsung, где используется немагнитный тонер.)
  - Ракельный нож (лезвие очистки)
  - Бункер отработанного тонера
- Блок лазера (laser beam unit) (либо светодиодная линейка в светодиодных принтерах)
- Коротрон (коронатор, ролик заряда, Corona Wire)
- Лента переноса (transfer belt) — лента в цветных лазерных принтерах, на которую наносится промежуточное изображение с барабанов 4 цветных картриджей, которое затем переносится на конечный носитель — бумагу[3].
- Блок проявки (developing unit) служит для переноса тонера на электростатическое изображение, образованное на поверхности фотопроводящего барабана[4].

### Расходные материалы
Тонер — порошок для нанесения изображения.
Носитель (анг. Carrier) — ферромагнитный порошок (по структуре представляет собой мелкие частицы), используемый в двухкомпонентных машинах для удерживания тонера на поверхности магнитного вала за счёт электростатических сил (при перемешивании с тонером заряжает его статическим потенциалом при взаимном трении), а с неё, под воздействием разряда на коротроне, на поверхность фотобарабана, причём сам девелопер в силу своих магнитных свойств остаётся на магнитном валу и почти не расходуется (однако теряет со временем свои свойства и тоже требует замены).
Девелопер (анг. Developer) (изредка называется стартером) — смесь материалов, подаваемая к фотобарабану. В двухкомпонентных машинах это смесь тонера и носителя, а в однокомпонентных машинах — только тонер. Термин аналогичен применяемому в фотографии термину проявитель, но обычно в русскоязычной литературе не переводится.

## Процесс печати
Процесс лазерной печати складывается из пяти последовательных шагов:

### Зарядка фотовала

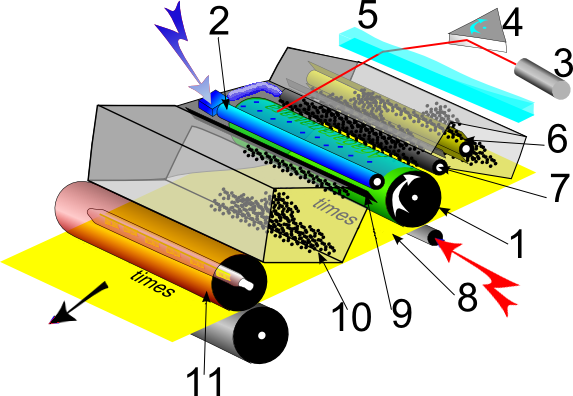
Процесс лазерной печати

Зарядка фотовала — нанесение равномерного электрического заряда на поверхность вращающегося фотобарабана (1). Наиболее часто применяемый материал фотобарабана — фотоорганика — требует использования отрицательного заряда, однако есть материалы (например, кремний), позволяющие использовать положительный заряд.
Изначально зарядка производилась с помощью коротрона (англ. scorotron) — натянутого провода, на который подаётся напряжение относительно фотобарабана. Между проводом и фотобарабаном обычно помещается металлическая сетка, служащая для выравнивания электрического поля.
Позже стали применять зарядку с помощью зарядного валика (англ. Charge Roller) (2). Такая система позволила уменьшить напряжение и снизить проблему выделения озона в коронном разряде (преобразование молекул O2 в O3 под действием высокого напряжения), однако влечёт проблему прямого механического контакта и износа частей, а также чистки от загрязнений.

### Лазерная засветка
Лазерная засветка (засвечивание) — процесс прохождения лазерного луча по отрицательно заряженной поверхности фотовала. Луч лазера (3) отклоняется вращающимся зеркалом (4) и, проходя через распределительную линзу (5), фокусируется на фотовалу (1). Лазер активизируется только в тех местах, на которые с магнитного вала (7) в дальнейшем должен будет попасть тонер. Под действием лазера участки фоточувствительной поверхности фотовала, которые были засвечены лазером, становятся электропроводящими, и часть заряда на этих участках «стекает» на металлическую основу фотовала. Тем самым на поверхности фотовала создаётся электростатическое изображение будущего отпечатка в виде «рисунка» из участков с менее отрицательным зарядом, чем общий фон.

### Наложение тонера
Тонер, находящийся в бункере, притягивается к поверхности магнитного вала под действием магнита, из которого изготовлена сердцевина вала. Во время вращения магнитного вала тонер, находящийся на его поверхности, проходит через узкую щель, образованную между дозирующим лезвием и магнитным валом. К магнитному валу также подводится высокое напряжение того же знака, что и к фотобарабану. Таким образом, тонер на поверхности магнитного вала отталкивается от незасвеченной поверхности фотобарабана. Однако, в тех местах фоточувствительного слоя, где произошла засветка лазерным лучом, и заряд уменьшился относительно остальной поверхности, тонер переносится на фотобарабан. При этом фотослой в засвеченных местах всё ещё сохраняет тот же знак заряда, что и частицы тонера, если сравнивать с потенциалом общего провода схемы, но величина зарядов оказывается различной, что при взаимодействии эквивалентно разноимённым зарядам.
Тем самым электростатическое (невидимое) изображение преобразуется в видимое (проявляется). Притянутый к фотобарабану тонер движется на нём дальше, пока не приходит в соприкосновение с бумагой.

### Перенос тонера
В месте контакта фотовала с бумагой под бумагой находится ещё один ролик, называемый роликом переноса (transfer roller). На него подаётся напряжение противоположного относительно фотобарабана знака.  Таким образом, тонер и бумага находятся в градиенте напряжённости электрического поля между двумя разноимённо заряженными электродами. Частицы тонера, находясь в неравновесном положении, стремятся его достичь, перемещаясь с поверхности фотобарабана в сторону ролика переноса и прилипая на этом пути к бумаге. Далее частицы остаются на поверхности бумаги, удерживаемые электростатическими силами.
Если в этот момент посмотреть на бумагу, на ней будет сформировано полностью готовое изображение, которое можно легко разрушить, проведя по нему пальцем, потому что изображение состоит из притянутого к бумаге порошка тонера, ничем другим, кроме электростатики, на бумаге не удерживаемое. Для получения финального отпечатка изображение необходимо закрепить.

### Закрепление тонера
Бумага с «насыпанным» тонерным изображением двигается далее к узлу закрепления (печке). Закрепляется изображение за счёт нагрева и давления. Печка состоит из двух валов:
- верхнего, внутри которого находится нагревательный элемент (изначально — галогенная лампа, позже линейный керамический электронагреватель), называемый термовалом;
- нижнего (прижимной ролик), который прижимает бумагу к верхнему за счёт подпорной пружины.

Заданная температура закрепления поддерживается с помощью термодатчика (термистор). При нагреве бумаги до (180—220 °C) тонер, притянутый к ней, расплавляется, и в размягчённом виде вдавливается в текстуру бумаги. Выйдя из печки, тонер быстро застывает, что создаёт постоянное изображение, устойчивое к внешним воздействиям. Чтобы бумага, на которую нанесён тонер, не прилипала к термовалу, на нём выполнены отделители (клыки).
Однако термовал — не единственная реализация нагревателя. Альтернативой является иное устройство печки, в которой используется термоплёнка: специальный тонкий гибкий термостойкий материал в виде трубки, полностью оборачивающий несущую конструкцию с тонкой и длинной керамической пластинкой, являющейся раз нагревательным элементом, содержащим в самой структуре керамической пластины, помимо нагревателя, встроенный термодатчик контроля температуры с другой стороны пластины. Ошибочная установка керамической пластины малоквалифицированными работниками сервисного центра приводит к стремительному и безвозвратному выгоранию термодатчика.
Например, это справедливо для лазерных принтеров серии HP LaserJet 1100/1100A, 1200 и прочих. В последующих моделях принтеров (HP LaserJet 1010,1018,1020 и т. д.) термодатчик вывели из структуры керамической пластинки.
В таком варианте печки с термоплёнкой обязательно применение специальной высокотемпературной силиконовой смазки из-за наличия значительных усилий при трении-скольжении термоплёнки по керамике при прогоне листа через термоблок.
Термоплёнка своими крайними сторонами опирается и вращается на боковых пластмассовых опорных стойках.
Имеются следующие недостатки, свойственные всем типам термоплёнок. Это их склонность к прорывам от степлерных скрепок на бумаге, прожогам из-за налипания спёкшегося тонера на излишках термосмазки внутри каркаса термоузла под плёнкой и наличия прочих негативных воздействий неопытных пользователей и сервисных ремонтников.

## Цветные лазерные принтеры
Принцип многоцветной лазерной печати состоит в следующем. На начальном этапе процесса печати движок рендеринга берёт цифровой документ и обрабатывает его один или несколько раз, создавая его постраничное растровое изображение, разложенное по цветовым составляющим, соответствующим цветам используемых тонеров. На втором этапе лазер или массив светодиодов формирует распределение зарядов на поверхности вращающегося фоточувствительного барабана, подобное получаемому изображению. Заряженные мелкие частицы тонера, состоящего из красящего пигмента, смол и полимеров, притягиваются к разряженным участкам поверхности барабана.
Далее тонер с фотобарабана переносится на ленту переноса, на которой формируется полноцветное изображение, и с которой тонер переносится на бумагу. В большинстве цветных лазерных принтеров используются четыре отдельных прохода, соответствующие разным цветам. Потом бумага проходит через «печку», которая расплавляет тонер и фиксирует его на бумаге, создавая окончательное изображение.
Лазеры способны точно фокусироваться, в результате получаются очень тонкие лучи, которые разряжают необходимые участки фоточувствительного барабана. Благодаря этому современные лазерные принтеры, как цветные, так и чёрно-белые, имеют высокое разрешение.

## Преимущества и недостатки
Преимущества лазерного принтера
- Высокая скорость печати, высокое качество и разрешение получаемого изображения без использования специальной бумаги;
- Высокая долговечность отпечатка, стойкость к выгоранию и влаге, отсутствие растекания тонера по бумаге, возможность печати на многих типах бумаги;
- Низкая стоимость отпечатка;
- Высокое разрешение, высокое качество одноцветных отпечатков без полутонов, сравнимое с качеством высокой печати;
- Не требовательны к впитывающим свойствам бумаги, могут печатать на некоторых видах пластика;
- Расходуют достаточно недорогой тонер.

Недостатки лазерного принтера
- При работе лазерного принтера выделяются озон, оксиды азота (NO₂, N₂O), ультрафиолетовое и инфракрасное излучение, а также частицы тонера;
- Высокая пиковая потребляемая мощность, требуемая для прогрева узла закрепления тонера. Принтер нельзя включать в маломощный источник бесперебойного питания;
- Невысокое качество полутоновых изображений и больших закрашенных областей, так как достаточно сложно добиться равномерного распределения тонера;
- Лазерные принтеры дороже струйных в среднем в 1,8 раза. Сменные картриджи тоже достаточно дороги, однако большинство из них допускают перезаправку и требуют замены лишь при повреждении механизма или износе светочувствительного барабана, который можно заменить;
- Требуют равномерной толщины бумаги, высокого качества её бумажной смеси и обрезки краёв. Неровные края быстро пропиливают светочувствительный барабан, термоплёнку и термовал. Складки бумаги, скрепки, скобы от степлера при проходе через тракт печати могут поцарапать светочувствительный барабан, порвать термоплёнку и нанести повреждения подвижным и неподвижным частям тракта протяжки бумаги;
- К поломке механизма может привести легкоплавкий пластик, клей и другие вещества, которые могут попасть на барабан или нагревательный элемент;
- Достаточно сложно организовать построчный и посимвольный вывод, большинство моделей допускают лишь печать всей страницы целиком;
- Перед началом печати требуют некоторого количества времени на прогрев узла закрепления. Быстрее прогревается узел с термоплёнкой.

Скрытые метки (см. Жёлтые точки) — многие модели цветных принтеров при печати наносят на оттиск скрытое изображение, указывающее на дату и время печати, а также серийный номер устройства, что предположительно сделано с целью пресечь печать цветных копий денежных знаков и других документов и ценных бумаг.